# Andreas Schramm (Politiker)
Andreas Schramm (* 5. Mai 1951 in Zschorlau, Landkreis Aue, DDR) ist ein deutscher Politiker (CDU). Er war der einzige Landrat des 14 Jahre lang bestehenden Landkreises Mittweida. Zudem war er 1990 Abgeordneter der einzigen frei gewählten Volkskammer und von 1990 bis 1994 Mitglied des Sächsischen Landtags.

## Leben
Andreas Schramm absolvierte nach der POS eine Berufsausbildung mit Abitur zum Eisenbahner in Aue, die er 1969 abschloss. Danach studierte er Starkstromtechnik an der Dresdner Verkehrshochschule. Ab 1973 wirkte der Diplomingenieur als wissenschaftlicher Assistent an der Ingenieurhochschule Mittweida. Im Rahmen dieser Tätigkeit, die er bis 1990 innehatte, promovierte er zum Doktor der Ingenieurwissenschaften. Danach stieg er in die Politik ein. Schramm wohnt im Erlauer Ortsteil Schweikershain, ist verheiratet und Vater zweier erwachsener Kinder.

## Politik
Erste politische Erfahrungen sammelte Schramm von 1985 bis 1989 als Abgeordneter des Kreistages Hainichen. Im Zuge der politischen Wende kandidierte er für die CDU bei den Volkskammerwahlen vom 18. März 1990 auf Listenplatz 11 des Wahlbezirkes 08, Karl-Marx-Stadt. Während seiner Abgeordnetentätigkeit wurde Schramm am 5. Juni 1990 zum Landrat des damaligen Kreises Rochlitz gewählt, welcher er bis zu dessen Auflösung blieb. Nach der Auflösung der Volkskammer kandidierte Schramm als amtierender Landrat in seinem Wahlkreis (Wahlkreis 57, Rochlitz) für die sächsischen Landtagswahlen zum 14. Oktober 1990 als Direktkandidat seiner Partei. Er konnte 51,8 % der Wählerstimmen erringen und zog somit in den Landtag ein. Dort war er Mitglied des Innenausschusses, dessen Vorsitzender er ab November 1993 bis zum Ende der Wahlperiode war. Für eine weitere Legislaturperiode kandidierte Schramm nicht mehr. 
Am 2. September 1992 wurde er zusätzlich zum Landrat des damaligen Kreises Hainichen gewählt. Somit leitete er schon 1992 die beiden Kreise, die 1994 im Rahmen der Kreisreform weitestgehend den Landkreis Mittweida bildeten. Diesen Kreis leitete Schramm als Landrat bis zu seiner Auflösung 2008. Die jeweiligen Landratswahlen konnte Schramm mit soliden Mehrheiten gewinnen. Bei den Landratswahlen 2008 kandidierte Schramm nicht, so dass der vormalige Freiberger Landrat Volker Uhlig als CDU-Kandidat die Wahl im neu gebildeten Landkreis Mittelsachsen für sich entscheiden konnte. Wenig später wurde bekannt, dass Schramm einen mit 100.000 Euro Jahresgehalt dotierten Beratervertrag bei der Sachsen-Finanzgruppe erhalten sollte. Dieser Vertrag wurde von der politischen Opposition als Belohnung für sein Nichtantreten bei der Landratswahl angeprangert. Schramm bat kurz darauf um Auflösung dieses Vertrags.
Vom 20. März 2006 bis 26. Oktober 2007 war Andreas Schramm Mitglied im Verwaltungsrat der Landesbank Sachsen. Vom 5. April 1995 bis zum 31. Juli 2008 stand Schramm dem Sächsischen Landkreistag e.V. als Präsident vor.

## Trivia
1995 wollte der damalige Chef der Kreissparkasse Hainichen, Kurt Fischer, den Mittweidaer Landrat entführen. Der Grund waren heftige Auseinandersetzungen wegen der beabsichtigten Zusammenführung der Hainichener Kreissparkasse zu einer Kreissparkasse für den gesamten Kreis Mittweida. Fischer wurde wegen Verabredung zum erpresserischen Menschenraub zu drei Jahren Haft verurteilt.